# Hendrik Johannes Heersink
Hendrik Johannes Heersink (Baambrugge, 31 augustus 1903 - Wapenveld, 12 mei 1987) was een Nederlandse predikant, en verzetsstrijder in de Tweede Wereldoorlog.

## Levensloop
Heersinks vader was predikant binnen de Gereformeerde Kerken in Nederland. Heersink studeerde theologie aan de Vrije Universiteit. In 1936 werd hij hulppredikant in het Drentse Drijber. Op 9 juni 1940 werd hij door zijn vader bevestigd als predikant.
In de loop van de oorlog groeide Heersink uit tot een van de leiders in het zuidelijke deel van de gemeente Beilen. Hij werkte daarbij nauw samen met de politieman Nico Viëtor en Nico Hummelen, die bij hem in de kost was. Ondanks de aanwezigheid van een paar fanatieke Landwachters zaten er relatief veel onderduikers, ongeveer 45, ondergedoken in de kleine dorpsgemeenschap. Heersink hielp bij de verzorging daarvan. Ook had hij zelf (joodse) onderduikers in huis gehad en sliepen er af en toe illegale werkers bij hem in de pastorie. Hij was ook niet vies van sabotage. Zo probeerde hij tevergeefs eind 1944 de bedrijfsleider van de Vuil Afvoer Maatschappij over te halen om alle motoren te vernietigen of te verbergen en zelf onder te duiken.
Op 6 november 1944 kwam via Klaas Westerbeek de "verzetsgevangene" Geessien Bleeker bij hem in huis. Bleeker werd er (terecht) van verdacht in augustus 1944 in Groningen een aantal verzetsmensen te hebben verraden. Zij was opgenomen in het huis van verzetsman Lammert Zwanenburg, maar het wantrouwen tegen haar was afgenomen omdat Bleeker geen poging had gedaan te ontsnappen en tijdens een inval van de Dieverse Landwacht had geholpen om joodse onderduikers te verbergen. Heersink regelde een nieuwe verblijfplaats voor haar bij kerklid Roelof Eising. Het gezin van Eising woonde op het terrein van de Vuil Afvoer Maatschappij. Heersink vertelde aan Eising alleen dat Bleeker door de Duitsers werd gezocht, zonder erbij te vertellen dat zij een "gevangene" was van het verzet.
De Sicherheitsdienst (SD) deed op 9 februari 1945 een inval in het woning van Eising omdat daar een geheime radiozender was uitgepeild. Bleeker liep vrijwel direct weer over naar Duitse zijde en noemde de namen van een heel aantal mensen, waaronder die van Heersink. Heersink had het geluk dat hij veel op pad was en vaak uit voorzorg niet thuis sliep. Heersinks vrouw werd nog wel diezelfde dag aangehouden. Na de overval dook Heersink samen met Viëtor onder bij een boer in Tiendeveen. Zijn vrouw zat tot het einde van de oorlog vast. Meerdere mensen die als gevolg van het verraad van Bleeker werden gepakt moesten dat met de dood bekopen, waaronder Klaas Westerbeek.
Na de oorlog vertrok Heersink vrijwel direct als legerpredikant naar Nederlands-Indië. Van 1948 tot 1969 was hij predikant in de gereformeerde kerken van Vroomshoop en Daarlerveen. Als emeritus verrichtte hij nog van 1969 tot 1973 hulpdiensten in Wapenveld.

## Persoonlijk
Heersink hertrouwde na het overlijden van zijn eerste vrouw Antonia "Toos" Beekman (1902-1974). Zijn tweede vrouw Marchina Heersink overleed in 1985.